# هوشنگ ابرامی
هوشنگ ابرامی کتابدار، نویسنده، مترجم، پژوهشگر و مدرس علوم کتابداری و اطلاع‌رسانی ایران بود.

## زندگی‌نامه
او در سال ۱۳۱۳ در شهر همدان متولد شد. تحصیلات ابتدایی و متوسط خود را در تهران به اتمام رساند. در سال ۱۳۳۵ موفق به اخذ مدرک کارشناسی در رشته اقتصاد از دانشگاه تهران شد. دو سال بعد در رشته علوم اجتماعی، فوق لیسانس خود را با درجه ممتاز دریافت کرد. در سال ۱۳۴۱ برای ادامه تحصیل با استفاده از بورس تحصیلی از دانشگاه پتسبورگ عازم ایالت پنسیلوانیا شده و توانست گواهینامه عالی در رشته علوم کتابداری دریافت نماید. او در سال ۱۳۳۷ به استخدام مؤسسه انتشارات فرانکلین در ایران درآمد. بانک مرکزی ایران در سال ۱۳۳۹ او را استخدام کرد. ابرامی کتابخانه تخصصی بانک ملی را پایه‌گذاری کرد. در سال ۱۳۴۱ برای ادامه تحصیل به دانشگاه پتسبورگ ایالت پنسیلوانیا عازم شد و توانست گواهینامه عالی در رشته علوم کتابداری دریافت نماید. در سال ۱۳۴۶ برای تحصیل در دوره دکترای کتابداری و اطلاع‌شناسی به دانشگاه پیتسبورگ آمریکا رفت. پس از مراجعت به ایران به ریاست کتابخانه دانشکده ادبیات و علوم دانشگاه شیراز منصوب شد و تا سال ۱۳۵۵ به تدریس در دوره کارشناسی ارشد در دانشگاه شیراز پرداخت. در آخرین سال اقامتش در شیراز، وزارت دربار تأسیس بزرگترین کتابخانه ملی از وی جهت همکاری دعوت بعمل آورد در سال ۱۳۵۵ پس از ترک دانشگاه شیراز به استخدام مؤسسه برنامه‌ریزی ایران درآمد.
اغلب کتابهایی که ابرامی در ایران تألیف کرد در سطح آموزشی و آکادمیک بوده و دانشگاه‌های ایران منتشر کرده‌اند. کتاب اصول تدوین فهرست موضوعی در نوشته‌های زبان فارسی در سال ۱۳۵۴ به عنوان بهترین کتاب سال شناخته شد و برنده جایزه سلطنتی شد.
در جریان انقلاب اسلامی ابرامی و خانواده‌اش ایران را ترک کردند و مقیم آمریکا شدند. از آن زمان مطالعات و تحقیقاتشان را روی مسائل یهودیان و یهودیت از دیدگاه اجتماعی و تاریخی متمرکز کردند. اغلب نوشته‌های او در مجلات شوفار لوس آنجلس و چشم‌انداز منتشر می‌شد. در سال ۱۹۹۵ بنیاد تعلیماتی فرهنگی حبیب لوی را پایه‌گذاری کرد و کتاب سه جلدی تاریخ یهود ایران تألیف حبیب لوی را در یک جلد تنظیم کرده و آن را زیر عنوان تاریخ جامع یهودیان ایران به چاپ رساند کتابهای دیگر ایشان که در این بنیاد منتشر شده‌اند «خاک خوب خدا»، «در جستجوی حقیقت» و «قهرمانان توراه» هستند.

همچنین با همکاری بنیاد جامعه دانشوران دو کتاب یهودیت اصیل و یهودیت اسیر را به زبان‌های فارسی و انگلیسی در لوس آنجلس منتشر کرد.

## زندگی شخصی
وی در اواسط سال ۱۳۴۶ با دختر خاله خود، شهلا یافه ازدواج کرد. حاصل این پیوند یک دختر و یک پسر است.

## آثار
از مهم‌ترین آثار وی در زمینه کتابداری و اطلاع‌شناسی به آثار زیر می‌توان اشاره کرد:
- ترجمه کتاب جنبه‌های نظری علم کتابداری از پیرس باتلر
- تألیف کتاب اصول تدوین فهرست موضوعی در نوشته‌های زبان فارسی
- تألیف کتاب شناختی از دانش‌شناسی
- تألیف کتاب کتاب و پدیده کم رشدی

برخی از نوشته‌های ابرامی به شرح زیر است:
- ستار خان سردار ملی

چاپ اول – تهران،انتشارات توس ۱۳۵۲
چاپ دوم-لوس انجلس انتشارات نیما ۱۹۸۶
چاپ سوم – تهران،انتشارات توس، ۱۳۷۴
- اصول تدوین فهرست موضوعی در نوشته‌های زبان فارسی

تهران،انتشارات دانشگاه تهران ۱۳۵۲
- شناختی از دانش‌شناسی

چاپ اول، تهران، انجمن کتابداران ۱۳۵۵
چاپ دوم، تهران، نشرکتابدار۱۳۷۸
چاپ سوم، تهران، نشر کتابدار ۱۳۷۹
- کتاب و پدیده کم رشدی

تهران، مرکز اسناد فرهنگی آسیا، ۱۳۵۶
- ضدیهودی گری، در جستجوی ریشه‌ها و انگیزه‌های ستیزه جوئی با یهودیان

لس آنجلس، نشریه شوفار۹۴ – ۱۹۹۳
- خاک خوب خدا، سیری در سرگذشت سرزمین ایسرائل

لس آنجلس،انتشارات بنیاد لوی ۱۹۹۸
- در جستجوی حقیقت

لس آنجلس، بنیاد لوی ۲۰۰۱
- بازنویسی تاریخ جامع یهودیان ایران

حبیب لوی، لس آنجلس، بنیاد لوی ۱۹۹۷
- ترجمه غار نشینان پیش از تاریخ

نوشته سام و بریل ایشتاین-تهران انتشارات نیل ۱۳۳۹
- گرترود بل

مترجم دیوان حافظ به انگلیسی، اثر آن تیبل، تهران، بنگاه ترجمه و نشر کتاب۱۳۴۲
- سرزمین و مردم استرالیا،

اثر گودفری بلوندن، تهران، بنگاه ترجمه و نشرکتاب ۱۳۴۲
- اصول فهرست نویسی و طبقه‌بندی،

تألیف مارگیت مان، تهران، مؤسسه تحقیقات و برنامه‌ریزی علمی و آموزشی ۱۳۵۲
- پرورش فرزندان در عصر دشوار ما،

نوشته بنجامین اسپاک، تهران،انتشارات صفی علیشاه۱۳۶۵

## مرگ
هوشنگ ابرامی در ۲۸ نوامبر ۲۰۰۳ دچار سکته قلبی شد و در سن ۶۹ سالگی درگذشت.
در سال ۲۰۰۶، همسر او کلیه آثار بجا مانده، یادداشت‌ها و مجموعه مقالات وی را تحت عنوان «راز آوارگی» به چاپ رساند.